# Université 1 Decembrie 1918
L'université 1 Decembrie 1918 est une université publique de Alba Iulia, en Roumanie, fondée en 1991.